# Premio Philip K. Dick
Il premio Philip K. Dick è un riconoscimento che viene assegnato ogni anno ai migliori romanzi di fantascienza usciti sul mercato direttamente in edizione economica (paperback). Il motivo di questa regola è quello di andare a premiare autori ancora non così noti da avere edizioni in volume rilegato. Il premio Philip K. Dick tende quindi a dare un riconoscimento ai migliori nuovi autori.
Il premio che si tiene alla convention di Norwescon è sponsorizzato dalla Philadelphia Science Fiction Society e dedicato allo scrittore Philip K. Dick. È stato assegnato per la prima volta nel 1982, anno della morte di Dick.

## Vincitori e candidati
| Anno | Vincitore | Altri candidati |
| ---- | --- | --- |
| 1982 | Software - I nuovi robot (Software) di Rudy Rucker                                                                             | - The Prometheus Man di Ray Nelson menzione speciale |
| 1983 | Le porte di Anubis (The Anubis Gates) di Tim Powers                                                                            | - Tea with the Black Dragon di R. A. MacAvoy menzione speciale |
| 1984 | Neuromante (Neuromancer) di William Gibson                                                                                     | - La Costa dei Barbari (The Wild Shore) di Kim Stanley Robinson menzione speciale - Voyager in Night di C. J. Cherryh - The Alchemists di Geary Gravel - Émergence di David R. Palmer - Occhi verdi (Green Eyes) di Lucius Shepard - Frontera di Lewis Shiner - Scheletri nel Mississippi (Them Bones) di Howard Waldrop |
| 1985 | Il palazzo del mutante (Dinner at Deviant's Palace) di Tim Powers                                                              | - Saraband of Lost Time di Richard Grant menzione speciale - The Timeservers di Russell Griffin - Il replicante di Sigmund Freud di Barry N. Malzberg - Terrarium di Scott Russell Sanders - Knight Moves di Walter Jon Williams - Emprise di Michael P. Kube-McDowell                                                   |
| 1986 | Homunculus (Homunculus) di James P. Blaylock                                                                                   | - The Hercules Text di Jack McDevitt menzione speciale - Artificial Things di Karen Joy Fowler - A Hidden Place di Robert Charles Wilson |
| 1987 | Strange Toys di Patricia Geary                                                                                                 | - Memories di Mike McQuay menzione speciale - Dover Beach di Richard Bowker - Mindplayers di Pat Cadigan - L'ospite (Dark Seeker) di K. W. Jeter - Becoming Alien di Rebecca Ore - Settore Giada (Life During Wartime) di Lucius Shepard                                                                                 |
| 1988 | (ex aequo) La torre aliena (Four Hundred Billion Stars) di Paul J. McAuley Wetware - Gli uomini robot (Wetware) di Rudy Rucker | - Orphan of Creation di Roger MacBride Allen - Neon Lotus di Marc Laidlaw - Rendezvous di David Alexander Smith |
| 1989 | Subterranean Gallery di Richard Paul Russo                                                                                     | - On My Way to Paradise di Dave Wolverton menzione speciale - Infinity Hold di Barry B. Longyear - A Fearful Symmetry di James Luceno - Being Alien di Rebecca Ore - Heritage of Flight di Susan Shwartz |
| 1990 | Points of Departure di Pat Murphy                                                                                              | - The Schizogenic Man di Raymond Harris menzione speciale - The Oxygen Barons di Gregory Feeley - Winterlong di Elizabeth Hand - Clarke County, Space di Allen M. Steele |
| 1991 | King of Morning, Queen of Day di Ian McDonald                                                                                  | - Bone Dance di Emma Bull - Mojo and the Pickle Jar di Douglas Bell - The Cipher di Kathe Koja - A Bridge of Years di Robert Charles Wilson |
| 1992 | Through the Heart di Richard Grant                                                                                             | - In the Mothers' Land di Elisabeth Vonarburg menzione speciale - Take Back Plenty di Colin Greenland - Aestival Tide di Elizabeth Hand - Iron Tears di R. A. Lafferty |
| 1993 | Growing Up Weightless di John M. Ford                                                                                          | - Elvissey di Jack Womack menzione speciale - Film live: contratto mortale (Crash Course) di Wilhelmina Baird - Bunch! di David R. Bunch - Icarus Descending di Elizabeth Hand |
| 1994 | Mysterium di Robert Charles Wilson                                                                                             | - Inagehi di Jack Cady menzione speciale - Rim. Romanzo di realtà virtuale (Rim: A Novel of Virtual Reality) di Alexander Besher - Forbici vince carta vince pietra (Scissors Cut Paper Wrap Stone) di Ian McDonald - Summer of Love di Lisa Mason - Tonguing the Zeitgeist di Lance Olsen                               |
| 1995 | Headcrash di Bruce Bethke | - Cyberblues. La missione di Carlucci (Carlucci's Edge) di Richard Paul Russo menzione speciale - Virtual Death di Shale Aaron - Permutation City di Greg Egan - The Color of Distance di Amy Thomson - Reluctant Voyagers di Élisabeth Vonarburg                                                                        |
| 1996 | L'incognita tempo (The Time Ships) di Stephen Baxter                                                                           | - At the City Limits of Fate di Michael Bishop menzione speciale - The Transmigration of Souls di William Barton - The Shift di George Foy - Pianeta senza nome (Reclamation) di Sarah Zettel |
| 1997 | The Troika di Stepan Chapman                                                                                                   | - Acts of Conscience di William Barton menzione speciale - An Exchange of Hostages di Susan R. Matthews - Frank Carlucci Investigatore (Carlucci's Heart) di Richard Paul Russo - Opalite Moon di Denise Vitola - Mother Grimm di Catherine Wells                                                                        |
| 1998 | 253: The Print Remix di Geoff Ryman                                                                                            | - Lost Pages di Paul Di Filippo menzione speciale - Brown Girl in the Ring di Nalo Hopkinson - Slaughtermatic di Steve Aylett - The Invisible Country di Paul J. McAuley |
| 1999 | Vacuum Diagrams di Stephen Baxter                                                                                              | - Tower of Dreams di Jamil Nasir menzione speciale - Code of Conduct di Kristine Smith - Not of Woman Born di Constance Ash (editore) - Typhon's Children di Toni Anzetti - When We Were Real di William Barton |
| 2000 | Only Forward di Michael Marshall Smith                                                                                         | - Evolution's Darling di Scott Westerfeld menzione speciale - S.O.S. da un altro pianeta (Call from a Distant Shore) di Stephen L. Burns - Il pianeta di mezzanotte (Midnight Robber) di Nalo Hopkinson - Broken Time di Maggy Thomas - The Bridge di Janine Ellen Young                                                 |
| 2001 | L'astronave dei dannati (Ship of Fools) di Richard Paul Russo                                                                  | - Divine Intervention di Ken Wharton menzione speciale - In the Company of Others di Julie E. Czerneda - Compass Reach di Mark W. Tiedemann - Meet Me in the Moon Room di Ray Vukcevich - The Ghost Sister di Liz Williams                                                                                               |
| 2002 | The Mount di Carol Emshwiller                                                                                                  | - La città delle navi (The Scar) di China Miéville menzione speciale - Report to the Men's Club di Carol Emshwiller - Maximum Ice di Kay Kenyon - Warchild di Karin Lowachee - Empire of Bones di Liz Williams - Leviathan Three di Jeff VanderMeer, Forrest Aguirre (editori)                                           |
| 2003 | Bay City (Altered Carbon) di Richard K. Morgan                                                                                 | - Dante's Equation di Jane Jensen menzione speciale - Hyperthought di M. M. Buckner - Clade di Mark Budz - Spin State di Chris Moriarty - Steel Helix di Ann Tonsor Zeddies |
| 2004 | Life di Gwyneth Jones | - Apocalypse Array di Lyda Morehouse menzione speciale - Air di Geoff Ryman - Banner of Souls di Liz Williams - City of Pearl di Karen Traviss - The Coyote Kings of the Space Age Bachelor Pad di Minister Faust - Stable Strategies and Others di Eileen Gunn                                                          |
| 2005 | War Surf di M. M. Buckner | - Natural History di Justina Robson menzione speciale - Cowl di Neal Asher - Cagebird di Karin Lowachee - Silver Screen di Justina Robson - To Crush the Moon di Wil McCarthy |
| 2006 | Spin Control di Chris Moriarty                                                                                                 | - Carnival di Elizabeth Bear menzione speciale - Mindscape di Andrea Hairston - Catalyst: A Novel of Alien Contact di Nina Kiriki Hoffman - Recursion di Tony Ballantyne - Idolon di Mark Budz - Living Next Door to the God of Love di Justina Robson                                                                   |
| 2007 | Nova Swing di Michael John Harrison                                                                                            | - From the Notebooks of Dr. Brain di Minister Faust menzione speciale - Grey di Jon Armstrong - Undertow di Elizabeth Bear - Gradisil di Adam Roberts - Ally di Karen Traviss - Saturn Returns di Sean Williams |
| 2008 | (ex aequo) Emissaries from the Dead di Adam-Troy Castro Terminal Mind di David Walton                                          | - Fast Forward 2 edito da Lou Anders - Judge di Karen Traviss - Plague War di Jeff Carlson - Time Machines Repaired While-U-Wait di K. A. Bedford |
| 2009 | Bitter Angels di C. L. Anderson                                                                                                | - Cyberabad Days di Ian McDonald - The Prisoner di Carlos J. Cortes - Repo Men (The Repossession Mambo) di Eric Garcia - The Devil's Alphabet di Daryl Gregory - Centuries Ago and Very Fast di Rebecca Ore - Prophets di S. Andrew Swann                                                                                |
| 2010 | The Strange Affair of Spring Heeled Jack di Mark Hodder                                                                        | - Harmony di Project Itoh, tradotto da Alexander O. Smith menzione speciale - Yarn di Jon Armstrong - Chill di Elizabeth Bear - The Reapers Are the Angels di Alden Bell - Song of Scarabeus di Sara Creasy - State of Decay di James Knapp                                                                              |
| 2011 | The Samuil Petrovitch Trilogy di Simon Morden                                                                                  | - The Company Man di Robert Jackson Bennett menzione speciale - A Soldier's Duty di Jean Johnson - After the Apocalypse di Maureen F. McHugh - Deadline di Mira Grant - The Other di Matthew Hughes - The Postmortal di Drew Magary                                                                                      |
| 2012 | Lost Everything di Brian Francis Slattery                                                                                      | - LoveStar di Andri Snær Magnason - Blueprints of the Afterlife di Ryan Boudinot - Harmony di Keith Brooke - Helix Wars di Eric Brown - The not yet di Moira Crone - Fountain of Age: Stories di Nancy Kress |
| 2013 | Il conto alla rovescia di Ben H. Winters                                                                                       | - Self-Reference Engine di Toh EnJoe - A Calculated Life di Anne Charnock - The Mad Scientist’s Daughter di Cassandra Rose Clarke - Ancillary Justice - La vendetta di Breq di Ann Leckie - Life on the Preservation di Jack Skillingstead - Solaris Rising 2: The New Solaris Books of Science Fiction di Ian Whates    |
| 2014 | The Book of the Unnamed Midwife di Meg Elison                                                                                  | - Elysium di Jennifer Marie Brissett - The Bullet-Catcher’s Daughter di Rod Duncan - Memory of Water di Emmi Itäranta - Maplecroft: The Borden Dispatches di Cherie Priest - Reach for Infinity di Jonathan Strahan |
| 2015 | Apex di Ramez Naam | - Archangel di Marguerite Reed - Edge of Dark di Brenda Cooper - After the Saucers Landed di Douglas Lain - (R)evolution di PJ Manney - Windswept di Adam Rakunas |
| 2016 | The Mercy Journal di Claudia Casper                                                                                            | - Unpronounceable di Susan diRende - Consider di Kristy Acevedo - Hwarhath Stories: Transgressive Tales by Aliens di Eleanor Arnason - Graft di Matt Hill - Super Extra Grande di Yoss |
| 2017 | Bannerless di Carrie Vaughn | - The Book of Etta di Meg Elison - Six Wakes di Mur Lafferty - After The Flare di Deji Bryce Olukotun - The Wrong Stars di Tim Pratt - Revenger di Alastair Reynolds - Allarme rosso (All Systems Red) di Martha Wells                                                                                                   |
| 2018 | Theory of Bastards di Audrey Schulman                                                                                          | - Time Was di Ian McDonald - The Body Library di Jeff Noon - 84K di Claire North - Alien Virus Love Disaster: Stories di Abbey Mei Otis - Ambiguity Machines and Other Stories di Vandana Singh |
| 2019 | Sooner or Later Everything Falls Into the Sea: Stories di Sarah Pinsker                                                        | - The Little Animals di Sarah Tolmie - The Outside di Ada Hoffmann - Velocity Weapon di Megan E. O'Keefe - All Worlds Are Real: Short Fictions di Susan Palwick - The Rosewater Redemption di Tade Thompson |
| 2020 | Road Out of Winter di Alison Stine                                                                                             | - The Book of Koli di Mike Carey - Failed State di Christopher Brown - Dance on Saturday di Elwin Cotman - Bone Silence di Alastair Reynolds - The Doors of Eden di Adrian Tchaikovsky |
| 2021 | Dead Space di Kali Wallace | - The Escapement di Lavie Tidhar - Defekt di Nino Cipri - Plague Birds di Jason Sanford - Baco (Bug) di Giacomo Sartori - Far from the Light of Heaven di Tade Thompson |
| 2022 | The Extractionist di Kimberly Unger                                                                                            | - The Legacy of Molly Southbourne di Tade Thompson (Menzione speciale) - Arboreality di Rebecca Campbell - Widowland di C. J. Carey - Ymir di Rich Larson - January Fifteenth di Rachel Swirsky |
| 2023 | These Burning Stars di Bethany Jacobs                                                                                          | - The Museum Of Human History di Rebekah Bergman (Menzione speciale) - Danged Black Thing di Eugen Bacon - Infinity Gate di Mike Carey - Wild Spaces di S. L. Coney - Where Rivers Go To Die di Dilman Dila |
| 2024 | Time's Agent di Brenda Peynado                                                                                                 | - Alien Clay di Adrian Tchaikovsky (Menzione speciale) - City of Dancing Gargoyles di Tara Campbell - Your Utopia: Stories di Bora Chung - The Practice, the Horizon, and the Chain di Sofia Samatar - Triangulum di Subodhana Wijeyeratne                                                                               |